# CNCO
CNCO fue una agrupación musical de reguetón y pop latino estadounidense formado en Miami (Florida, Estados Unidos) el 13 de diciembre de 2015. Estaba integrado por: Christopher Vélez, Richard Camacho,   Zabdiel De Jesús, Erick Brian Colón Arista y Joel Pimentel. Surgieron a raíz del programa de telerrealidad estadounidense La banda, emitido por Univisión el 13 de septiembre de 2015.
Después de su formación, firmaron un contrato de cinco años con Sony Music Latin. El reguetonero puertorriqueño Wisin fue el productor de su primer disco llamado Primera cita. Ricky Martin es su representante artístico. Sus primeros sencillos «Tan fácil» y «Quisiera», albergaron éxito en Hispanoamérica y España. Lanzaron su álbum debut, Primera cita, el 26 de agosto de 2016, que incluía su sencillo «Reggaetón lento (Bailemos)». Posteriormente, se realizó una versión de dicho tema con el grupo británico Little Mix.
El 21 de julio de 2022, durante la ceremonia de los Premios Juventud, después de recibir el premio a Mejor Fandom anunciaron la separación definitiva de la agrupación, así mismo como un último álbum y su Farewell Tour.
El 26 de agosto de 2022, lanzaron su último álbum titulado XOXO, y el 7 de marzo de 2023 anunciaron las primeras fechas de su regreso a los escenarios y su gira titulada Última Cita Tour.
El 17 de noviembre de 2023 fue el concierto de despedida de CNCO en Puerto Rico. 

## Carrera

### 2015: La Banda y Devuélveme mi corazón por favor
Los integrantes del grupo participaron en el concurso televisivo La Banda de Univision, creado por Simon Cowell. El objetivo del programa era buscar jóvenes talentosos para unirlos y crear un fenómeno hispano. El concurso tenía varias etapas en las cuales los concursantes se tenían que enfrentar a diferentes retos tales como aprender una canción con coreografía y grabar un videoclip en menos de 24 horas. Luego de esas etapas quedaron 12 finalistas, los cuales se enfrentaron en grupos y de manera individual durante trece semanas. Los ganadores fueron elegidos por decisión del público y los jueces del programa, Ricky Martin, Laura Pausini y Alejandro Sanz. Durante el programa interpretaron temas de Ed Sheeran, Maluma, Chayanne, Maná, J Balvin y Justin Bieber, entre otros. El premio consistía en un contrato de grabación con Sony Music Latin, y se había designado al rapero Wisin para producir su primer álbum. Ricky Martin se convirtió en su manejador. [cita requerida]
La agrupación se formó el 13 de diciembre de 2015, en el último episodio de la temporada. En la final interpretaron la canción «Devuélveme mi corazón». Dos semanas después de haber ganado La Banda cantaron nuevamente ese tema en Times Square, durante la celebración de Año Nuevo 2016 de Univision.

### 2016-2017:Primera citay Más Allá Tour
El 29 de enero de 2016, lanzaron su primer sencillo, «Tan fácil» que hizo su debut en el Rhythm Airplay de Billboard en el número 25 Y número 23 en la lista Hot Latin Songs e instantáneamente encabezó las listas de iTunes Latino de Estados Unidos, más tarde alcanzando el número uno en la lista de Latin Airplay. En enero de 2016, celebraron su primer concierto en The Fillmore Miami Beach. El 12 de febrero, CNCO fue sede de la ceremonia de apertura en el One World Tour de Ricky Martin para algunos de sus shows en los Estados Unidos, incluyendo Hollywood, Florida, San Juan, Puerto Rico, y partes de América del Sur, incluyendo Chile y Argentina.
El 13 de mayo, lanzaron su segundo sencillo «Quisiera», que alcanzó su punto máximo en Hot Latin Songs de Billboard en el número 29, con su vídeo musical estrenado el 3 de junio. En mayo, cantaron el himno nacional en Yankee Stadium. El 13 de julio, la agrupación fue nominada en seis categorías en Premios Juventud; también actuaron en la ceremonia.
En agosto, ganan el primer lugar de la banda en Favorite New Latin Boy Band Poll de Billboard. El 23 de agosto, el grupo pidió a sus seguidores que localizaran puntos de acceso para las canciones de su próximo álbum, en un juego inspirado en Pokémon Go, llamado 'CNCOGo', y encontraron la primera canción, «Cometa». El 26 de agosto lanzaron su primer álbum de estudio titulado Primera cita el cual fue producido por Wisin.
Wisin habló sobre su álbum diciendo: 

Es una unión de países y culturas. Es lo que nos hace crecer porque la gente puede entender que podemos unir diferentes géneros.

Primera Cita debutó en el número 1 en Top Latin Albums, El álbum tiene catorce canciones e incluye un remix urbano de «Tan fácil» con el rapero, y una versión de balada de la canción «Quisiera» con el cantante español Abraham Mateo. En su fecha de lanzamiento, mientras viajaban con Ricky Martin en su gira, dieron un concierto en el Miami International Mall para celebrar el debut del álbum.
El 7 de octubre, lanzaron como sencillo «Reggaetón lento (Bailemos)», la cual alcanzó el puesto número 6 en la lista de Hot Latin Song y el puesto número 11 en Bubbling Under Hot 100. En noviembre, filmaron un nuevo vídeo musical para una de las canciones de Primera cita, «Para enamorarte», en la Escuela de Artes Visuales y Escénicas De Los Ángeles Ramón C. Cortines. Fue producido en conjunto con Toyota. Un videoclip fue programado para emitirse en el final de la segunda temporada de La Banda el 11 de diciembre, luego en la página de Facebook latina de Toyota y en YouTube. También anunciaron planes para su primera gira de cabezas de cabeza en febrero de 2017 en América Latina.
El 7 de febrero de 2017, el conjunto fue anunciado como uno de los cuatro finalistas en la categoría de Artista del Año, Nuevo para los Premios Billboard de la Música Latina 2017, representando a artistas que alcanzó el historial durante el año pasado. El 26 de febrero comenzaron su primera gira Más allá Tour, en Cochabamba, Bolivia, para un total de 15 países, incluyendo 40 actuaciones en América Central y del Sur, México, Portugal, España y los Estados Unidos; y grabó música para su segundo álbum mientras estaba de gira. El 24 de marzo, fueron presentados en el remix de Becky G «Todo cambió». El 4 de abril de 2017, el grupo lanzó oficialmente el primer sencillo de su segundo álbum, «Hey DJ», con el cantante puertorriqueño Yandel; el sencillo debutó en el puesto 9 en Hot 100 de Billboard y en el puesto 14 en Hot Latin Songs, puesto número 3 en México Airplay, y en Hot 100 de Argentina en Billboard; también lanzaron una versión pop en solitario. Fueron presentados en un remix de «Súbeme la radio» de Enrique Iglesias, lanzado el 12 de mayo. El 26 de mayo, fueron presentados en la canción de Río Roma «Princesa», ocupando el puesto 11 en México Airplay.
El 18 de agosto, CNCO lanzó una versión remezclada de «Reggaetón lento (Remix)» junto a la banda femenina británica Little Mix como el segundo sencillo del disco, el cual se debutó en el puesto número 5 en UK Singles Chart. Más tarde en octubre de 2017, el grupo lanzó el tercer sencillo,«Mamita» de su segundo álbum.

### 2018-2019: CNCO World Tour yQue quienes somos
En febrero de 2018, actuaron en El festival de música Viña del Mar llevándose consigo una gaviota de oro, gaviota de plata y un premio al artista más popular del festival El 3 de marzo de 2018, lanzaron la canción, «Mi medicina», anunciando la reserva del álbum. Fue seguido por «Bonita» dos semanas más tarde, el 16 de marzo, y finalmente «Fiesta en mi casa», también llegó dos semanas más tarde, el 30 de marzo. El 6 de abril de 2018, la banda juvenil lanzó su esperado segundo álbum homónimo, CNCO. Debutó en el número 1 en la lista Top Latin Albums. El grupo lanzó «Solo yo», junto con su vídeo musical, para celebrar el lanzamiento del álbum.
El 16 de mayo, firmó un nuevo contrato de gestión con Walter Kolm Entertainment, después de ser dirigido por Ricky Martin durante casi tres años. El vídeo musical del quinto sencillo «Se vuelve loca» fue puesto a disposición el 19 de julio, con una versión de Spanglish siendo lanzada para descarga digital y transmisión varias horas más tarde. Alcanzó el número 1 en el Latin Pop Songs Chart en octubre de 2018. El conjunto se embarcó en la gira CNCO World Tour, comenzando en Guatemala. Anunciaron espectáculos por Latinoamérica, Europa y Estados Unidos, convirtiéndose así en su primera gira por los Estados Unidos. La agrupación lanzó una colaboración con el cantautor Prince Royce el 26 de octubre, titulada «Llegaste tú». El 8 de noviembre, el grupo lanzó una versión remezclada de «Hey DJ», con la cantante estadounidense Meghan Trainor y el artista jamaiquino Sean Paul.
La agrupación anunció el sencillo «Pretend», que fue lanzado el 15 de febrero de 2019. La canción es su primer lanzamiento oficial en solitario Spanglish, y muestras «Rhyme of the Night» de DeBarge. Más tarde CNCO lanzó el sencillo «De cero» el 24 de junio junto con su vídeo musical. Interpretaron una versión corta de «Pretend» en los Teen Choice Awards de 2019, donde ganaron el Choice Latin Artist. El cantautor español Abraham Mateo lanzó su canción «Me Vuelvo Loco» en colaboración con el conjunto. El grupo lanzó su primer EP, Que quiénes somos en octubre. Su título hace referencia a la línea cantada por Colón al final en la mayoría de sus canciones y también alude en cuanto a quiénes son los chicos ya que ellos mismos coescribieron el EP. Lanzaron el primer sencillo promocional, titulado «Ya tu sabes» en el 23 del mismo mes. Contiene una muestra de una canción de la cantante cubana de salsa Celia Cruz y presenta Latin Trap en su producción. La banda fue anunciada como parte de la alineación para el pre-show de los MTV Video Music Awards 2019, donde interpretaron «De cero» el 26 de agosto. La segunda canción promocional, llamada «La ley», se lanzó en septiembre en todas las plataformas digitales. Ambas canciones fueron lanzadas con audios en YouTube. El EP fue lanzado el 11 de octubre de 2019 e incluye siete canciones en total. También lanzaron el sencillo «Pegao» con Manuel Turizo el mismo día con un vídeo musical. El EP Que quiénes somos, debutó en el puesto número 11 en la lista Latin Pop Albums. El grupo colaboró con la boyband canadiense-estadounidense PrettyMuch en la canción «Me necesita».
CNCO interpretó «Me vuelvo loco» junto a Abraham Mateo, y «Ya tú sabes» en los Latin American Music Awards 2019 y también ganó 2 premios esa noche. El 7 de noviembre el grupo participó en la canción «Como así» de la cantante argentina Lali Espósito, que forma parte de su cuarto álbum de estudio Libra. En el mismo mes, CNCO anunció una campaña de ropa con Forever 21.

### 2020–2021:Déjà Vuy salida de Pimentel
El conjunto anunció su nueva gira Press Start Tour en enero de 2020. La gira estaba programada originalmente para comenzar el 30 de mayo de 2020 en el Coliseo de Puerto Rico y terminar en Chicago, Illinois en el Rosemont Theater el 21 de junio, pero se pospuso hasta 2021 debido a la pandemia del COVID-19 en curso, los chicos también declararon que su tercer álbum de estudio auto-escrito sería lanzado en marzo, pero fue pospuesto por la misma razón. Lanzaron un sencillo titulado «Honey Boo» con la cantante dominicana Natti Natasha el 2 de abril junto con su vídeo musical. La agrupación recibió tres nominaciones en los MTV Video Music Awards 2020 a la Mejor Interpretación en Cuarentena por su concierto MTV Unplugged at Home, y Mejor Coreografía por «Honey Boo». También recibieron una nominación al Mejor Grupo después de votar para las principales categorías cerradas. Los chicos lanzaron una canción titulada «Beso» el 28 de agosto y la interpretaron en los VMAs, esta vez en el show principal. Fueron anunciados como ganadores para la Mejor Interpretación de Cuarentena, convirtiéndose en la primera boyband hispana en ganar un Moonman.[cita requerida]
El grupo declaró en noviembre de 2020 que habían decidido empujar hacia atrás su tercer álbum hasta nuevo aviso. En su lugar, lanzarían un álbum de portada, compuesto por clásicos del pop latino. Lanzaron tráilers en su canal de YouTube, revelando que las canciones versionadas serían desde 1988 hasta una fecha desconocida. El grupo lanzó como sencillo «Tan enamorados», una canción de Ricardo Montaner en el mismo mes. Su vídeo musical fue inspirado en un New Kids on the Block, con la banda reconociendo el homenaje. La semana siguiente lanzaron su versión de la canción de Big Boy «Mis ojos lloran por ti», con su vídeo inspirado en «Tearin' Up My Heart» de NSYNC. El grupo fue invitado a participar en el desfile de Macy’s de Acción de Gracias en Nueva York el 26 de noviembre, cantando por primera vez «Tan enamorados». En diciembre, lanzaron su versión de «Héroe» de Enrique Iglesias, junto con un vídeo musical inspirado en el vídeo de «Show Me The Meaning Of Being Lonely» de Backstreet Boys. En diciembre, CNCO fue reconocido por la revista Forbes; el listado anual de «30 under 30» (30 menores de 30), donde se destacan a los jóvenes que utilizan su riqueza de manera constructiva.
El 31 de enero de 2021, CNCO lanzó su versión de la balada de Franco de Vita de 1986 «Solo importas tú». El 5 de febrero, el grupo lanzó su tercer álbum, Déjà Vu. Su lanzamiento fue acompañado por el quinto sencillo, «Dejaría todo», una versión del cantante puertorriqueño, Chayanne.
El 9 de mayo de 2021, Joel Pimentel anunció su salida de la agrupación en sus redes sociales, en el mismo comunicado comentó que su último concierto con el grupo se realizaría el 14 de agosto en Monterrey, Nuevo León.

### 2022–2023:XOXO,Última Cita Tour y su separación definitiva
En febrero de 2022, se dio a conocer la noticia sobre una miniserie web para Disney+ llamada 4EVER, en la que ellos son los protagonistas. Esta es su primera experiencia como actores.
El 21 de julio del 2022 durante la transmisión de los Premios Juventud, luego de recibir el premio a «Mejor Fandom» anunciaron que se separarían, darían una última gira y lanzarían un álbum para posteriormente retirarse y seguir sus carreras como solistas.[cita requerida]
El 26 de agosto de 2022 lanzaron el que sería su último álbum titulado XOXO.[cita requerida] El 21 de octubre del 2022 se estrenó en Disney+ un documental titulado <<CNCO: los últimos cinco días>>, este muestra los últimos cinco días de ensayos de la agrupación antes del concierto de despedida de Joel Deleōn de la banda y el inicio de su nueva etapa.
El 6 de marzo de 2023, CNCO hizo un anuncio a través de sus plataformas de redes sociales. Revelaron el «CNCO Farewell Tour» bajo el nombre de «Última Cita Tour 2023».[cita requerida] Además, compartieron las primeras fechas de la gira, que incluirían países como Estados Unidos, Colombia, Perú y Ecuador. [cita requerida] El 17 de noviembre fue su último concierto en Puerto Rico.

## Miembros

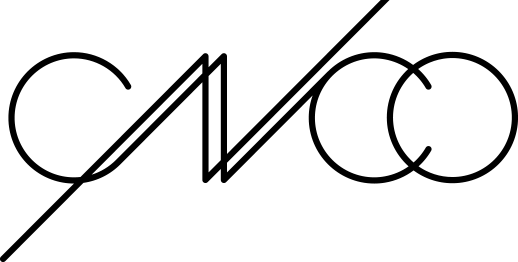
Logotipo del conjunto CNCO

### Miembros

#### Christopher Vélez
Christopher Bryant Vélez Muñoz nació el 23 de noviembre de 1995 (29 años) en Nueva Jersey, pero debido a que los documentos de su hermano mayor –nacido en Loja- no se agilizaron, regresó con sus padres a Ecuador. Estudió en la Unidad Educativa "La Salle" de Loja, donde se graduó de Bachiller de la República del Ecuador. En 2014, emigro a Estados Unidos para trabajar y apoyar económicamente a su familia. Durante ese tiempo, trabajó como limpiador de zapatos, con lo que pagó su renta y logró ayudar económicamente a su familia.
Durante ese tiempo audicionó para el programa La Banda siendo seleccionado como participante del reality. 
Al momento de escoger a los 5 ganadores que formarían parte de CNCO, Christopher fue el primer seleccionado gracias a la mayor votación por parte del público. Así, el 13 de diciembre de 2015, se creó la exitosa banda latina a la que pertenecio, junto a: Richard Camacho, Erick Brian Colón, Zabdiel de Jesús y Joel Pimentel.

#### Richard Camacho
Richard Yashel Camacho Puello nació el 22 de enero de 1997 (28 años) en El Bronx, Nueva York. Sus primeros 10 años vivió en República Dominicana. Luego se mudó a Nueva York (Estados Unidos). Creció en el mundo del entretenimiento; su papá Richard Camacho es músico y camarógrafo, y su mamá Luceily Puello es bailarina. Camacho ha cantado y bailado desde que solo tenía 3 años de edad. Tiene dos hermanos: Yashua Camacho, que también es cantante y bailarín; y Dairan Camacho.
Junto a su hermano Yashua participaron en el reality show La Banda de Univision. Ambos actuaron con el tema «Entra en mi vida» de Sin Bandera; aunque los evaluaron individualmente, ambos pasaron a la siguiente etapa de la competencia. Durante la segunda etapa, Yashua (su hermano menor) fue eliminado, por lo que Richard tuvo que continuar solo.
Durante su paso por la competencia interpretó varios temas, en grupo y como solista: «Aquí Estoy Yo» de Luis Fonsi; «Fun» de Chris Brown y Pitbull; «Sunset» de Farruko; «Sorry» de Justin Bieber; «Am I Wrong» Nico & Vinz «Lay Me Down» de Sam Smith «Propuesta indecente» de Romeo Santos y en la final interpretó Fireworks junto a Pitbull y Man in the Mirror de Michael Jackson.
Fue el segundo en miembro de CNCO. Luego se presentó junto a sus compañeros de grupo e interpretaron la canción "Devuélveme Mi Corazón".
En agosto de 2016 nació su primera hija, llamada Aaliyah Sofía Camacho Alexander.
En mayo de 2023, Camacho anunció en una entrevista para el "Ultima Cita Tour" que estaba esperando un nuevo hijo con la modelo Douglimar Ollarves. En diciembre de 2023, nació su segundo hijo, Douglas. Richard es muy reservado sobre su vida personal, por lo que no se tiene mucha información adicional sobre su hijo.

#### Erick Brian Colón
Erick Brian Colón Arista nació el 3 de enero de 2001 (24 años) en La Habana (Cuba). Emigró a Tampa (Florida), Estados Unidos) con su familia, su madre (Daysi Arista) y su hermana (Yanelis Colón).[cita requerida]
Estuvo a punto de ser eliminado de La Banda por no haber conseguido la puntuación necesaria, pero Ricky Martin le dio una segunda oportunidad y pasó la audición con su voto y el de los otros jueces (Laura Pausini y Alejandro Sanz).[cita requerida]
En 2021 fue nominado a "los rostros mas bellos del 2021" nominación que volvió a obtener en 2022, así mismo ha sido reconocido como el artista más joven reconocido en la industria musical. 
Tiene dos sobrinos, el mayor llamado Thiago y la menor llamada Ariana

#### Zabdiel de Jesús
Zabdiel de Jesús Colón nació el 13 de diciembre de 1997 (27 años) en Bayamón (Puerto Rico). Es hijo de Carlos de Jesús y Noemí Colón Gandía; tiene un hermano mayor llamado Xavier de Jesús.
Desde muy temprana edad desarrolló su interés por el canto. Durante su adolescencia fue parte de un grupo de salsa y hip hop de su iglesia, además de aprender ballet, en una academia de Puerto Rico.[cita requerida]
Desde pequeño toca varios instrumentos como la guitarra, piano, batería, mandolina, ukelele entre otros y de ahí viene su amor por la música. También ha demostrado sus habilidades en el beatboxing. 
En 2015 audicionó en el programa La Banda de Univision y obtuvo el 90 % de aceptación por parte de la audiencia para poder presentarse antes el jurado e interpretar la canción «Mientes» de Camila. Durante su paso por la competencia en la banda interpretó varios temas tales como: «Que lloro» de Sin Bandera, «A Thousand Years» de Christina Perri, «Ginza» de J Balvin, «Volví a nacer» de Carlos Vives, «Coleccionista de canciones» de Camila, «Aunque ahora estés con él» de Ricardo Montaner, «Salomé» de Chayanne, en la final de La Banda interpretó «Peligro» de Reik, «Stay With Me» de Sam Smith, y «Soy el mismo» de Prince Royce. Fue elegido por el público y el último en formar parte de la banda en 2022 después de que se diera el anuncio de que la banda se separaria, Zabdiel por su parte dio el anuncio de que se lanzaría como productor musical dando inicio con su primer sencillo llamado "Lejos" interpretdado por MattLuispr (excompañero de la banda) el sencillo fue lanzado el 4 de agosto de este año.

#### Joel De León
Joel Pimentel de León nació el 28 de febrero de 1999 (26 años), en Victorville (California, Estados Unidos). Es el segundo de cuatro hermanos de una familia de origen mexicano.[cita requerida] Terminó sus estudios en 2016. Se presentó en La Banda con la canción «Cien ovejas», que no le favoreció inicialmente; sin embargo, los jueces le permitieron que cantara otra canción, la cual fue «I See Fire» de Ed Sheeran. En 2021 decidió salir del grupo para continuar su carrera como solista.

## Discografía
Álbumes de estudio
- 2016: Primera cita
- 2018: CNCO
- 2021: Déjà Vu
- 2022: XOXO

Extended play
- 2019: Que quiénes somos

## Filmografía
- 2023: 4 Ever

## Giras musicales
Acto principal
- 2016-2017: Más Allá Tour
- 2019: CNCO World Tour
- 2020: Press Start Tour (Cancelada por la pandemia de COVID-19)
- 2021: Toa La Noche Club Tour
- 2023: Última Cita Tour

Acto de apertura
- 2016: One World Tour (Ricky Martin) (Latinoamérica)[101]
- 2017: Enrique Iglesias and Pitbull LIVE! (Enrique Iglesias y Pitbull) (Estados Unidos y Canadá)[102]
- 2017: Dangerous Woman Tour (Ariana Grande) (Costa Rica)[103]

## Premios y nominaciones
| Año  | Premio                      | Categoría                                       | Trabajo nominado | Resultado |
| ---- | --------------------------- | ----------------------------------------------- | ---------------- | --------- |
| 2016 | Premios Juventud            | Voz del Momento                                 | Ellos mismos     | Nominado  |
| 2016 | Premios Juventud            | La canción más Pegajosa                         | «Regeton Lento»  | Ganador   |
| 2016 | Premios Juventud            | Producers Choice Awards                         | Ellos mismos     | Ganador   |
| 2016 | Premios Juventud            | Mi Artista Pop/Rock                             | Ellos mismos     | Ganador   |
| 2016 | Premios Juventud            | Mi Tuitero Favorito                             | Ellos mismos     | Ganador   |
| 2016 | Premios Juventud            | Mi “Fan Army” Favorito                          | Ellos mismos     | Nominado  |
| 2016 | Premios Juventud            | Mejor Look                                      | Ellos mismos     | Ganador   |
| 2016 | Latin American Music Awards | Nuevo Artista del Año                           | Ellos mismos     | Ganador   |
| 2016 | Latin American Music Awards | Nuevo Artista Favorito – Pop/Rock               | Ellos mismos     | Ganador   |
| 2016 | Latin American Music Awards | Dúo o Grupo Favorito – Pop/Rock                 | Ellos mismos     | Ganador   |
| 2017 | Premios Lo Nuestro          | Álbum del Año Pop/Rock                          | Primera Cita     | Ganador   |
| 2017 | Premios Lo Nuestro          | Canción del Año Pop/Rock                        | «Tan fácil»      | Ganador   |
| 2017 | Premios Lo Nuestro          | Grupo o Dúo Del Año Pop/Rock                    | Ellos mismos     | Ganador   |
| 2017 | Premios Latin Billboard     | Artista del Año, Debut                          | Ellos mismos     | Ganador   |
| 2017 | Premios Latin Billboard     | Artista del Año, Dúo o Grupo, Latin Pop Songs   | Ellos mismos     | Ganador   |
| 2017 | Premios Latin Billboard     | Álbum del Año, Latin Pop Álbumes "Primera cita" | Primera Cita     | Nominado  |
| 2017 | Premios Latin Billboard     | Artista del Año, Dúo o Grupo, Latin Pop Álbumes | Ellos mismos     | Ganador   |